# Джорджтаун (переписна місцевість, Меріленд)
Джорджтаун (англ. Georgetown) — переписна місцевість (CDP) в США, в окрузі Кент штату Меріленд. Населення — 143 особи (2010).

## Географія
Джорджтаун розташований за координатами 39°13′18″ пн. ш. 76°11′30″ зх. д. / 39.22167° пн. ш. 76.19167° зх. д. (39.221577, -76.191772).  За даними Бюро перепису населення США в 2010 році переписна місцевість мала площу 3,82 км², з яких 3,81 км² — суходіл та 0,01 км² — водойми.

## Демографія
Згідно з переписом 2010 року, у переписній місцевості мешкали 143 особи в 57 домогосподарствах у складі 41 родини. Густота населення становила 37 осіб/км².  Було 60 помешкань (16/км²).
Расовий склад населення:
| - 69,2 % — чорних або афроамериканців - 23,8 % — білих - 0,7 % — азіатів |

До двох чи більше рас належало 5,6 %. Частка іспаномовних становила 2,8 % від усіх жителів.
За віковим діапазоном населення розподілялося таким чином: 19,6 % — особи молодші 18 років, 54,5 % — особи у віці 18—64 років, 25,9 % — особи у віці 65 років та старші. Медіана віку мешканця становила 49,8 року. На 100 осіб жіночої статі у переписній місцевості припадало 88,2 чоловіків;  на 100 жінок у віці від 18 років та старших — 82,5 чоловіків також старших 18 років.
Цивільне працевлаштоване населення становило 57 осіб. Основні галузі зайнятості: науковці, спеціалісти, менеджери — 75,4 %, роздрібна торгівля — 24,6 %.